# Municipio de Hill (Misuri)
El municipio de Hill (en inglés: Hill Township) es un municipio ubicado en el condado de Carroll en el estado estadounidense de Misuri. En el año 2010 tenía una población de 235 habitantes y una densidad poblacional de 2,53 personas por km².

## Geografía
El municipio de Hill se encuentra ubicado en las coordenadas 39°33′51″N 93°35′55″O / 39.56417, -93.59861. Según la Oficina del Censo de los Estados Unidos, el municipio tiene una superficie total de 92.8 km², de la cual 92,78 km² corresponden a tierra firme y (0,02 %) 0,02 km² es agua.

## Demografía
Según el censo de 2010, había 235 personas residiendo en el municipio de Hill. La densidad de población era de 2,53 hab./km². De los 235 habitantes, el municipio de Hill estaba compuesto por el 97,87 % blancos, el 1,7 % eran afroamericanos y el 0,43 % eran de una mezcla de razas. Del total de la población el 0,85 % eran hispanos o latinos de cualquier raza.